# Jižní provincie (Rwanda)

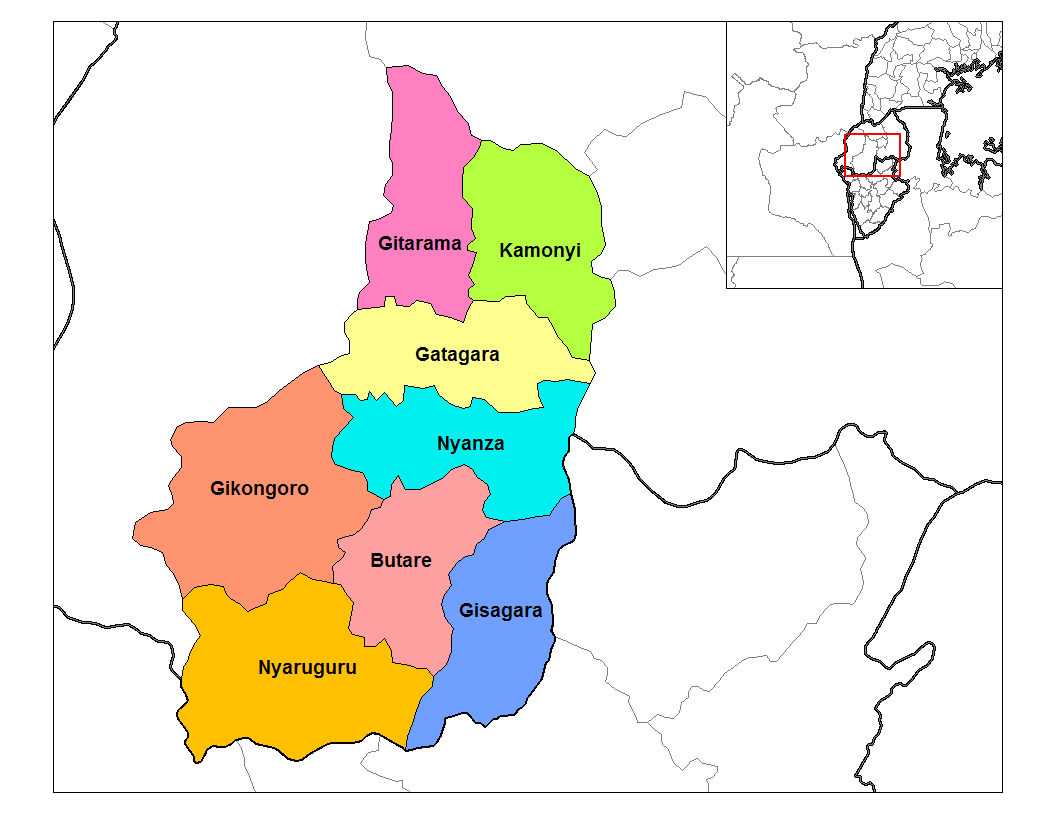
Distrikty v Jižní provincii

Jižní provincie (v kinyarwandě Intara y'Amajyepfo, francouzsky Province du Sud, užívaný název je Sud Province nebo jen zkráceně Sud) je provincie a vyšší územně-správní jednotka ve Rwandě. Provincie vznikla 1. ledna 2006 jako jedna z nově ustanovených územních jednotek. Do konce roku 2005 byla Rwanda členěna na 12 prefektur, ale kvůli stále přetrvávajícím etnickým problémům bylo vytvořeno nové členění sestávající ze čtyř provincií a jednoho města (hlavní město Kigali). Správním centrem provincie je město Nyanza. Počet obyvatel dosahuje 2,2 milionů.

## Geografie
Jižní provincie sousedí na západě se Západní provincií, na severu se Severní provincií, na východě s provincií Ville de Kigali a Východní provincií a na jihu s Burundi. Z původního členění země zaujímá především území prefektur Butaré, Gikongoro a Gitarama.
Východní provincie se dále člení na osm distriktů, které tvoří nižší územně-správní jednotky:
- Gisagara
- Huye
- Kamonyi
- Muhanga
- Nyamagabe
- Nyanza
- Nyaruguru
- Ruhango

## Hospodářství
Až 95% obyvatel se živí zemědělstvím, které je hlavním zdrojem obživy. Pěstuje se především káva a čaj, k jejichž zpracování je v oblasti řada továren. Z živočišné výroby převažuje chov dobytka. Dopravní obslužnost je zajištěna především silnicemi. Mezi hospodářsky nejvýznamnější patří silnice spojující města v provincii s hlavním městem Kigali a Bujumburou, hlavním městem Burundi.